# 卡里塔 (種姓)
卡里塔，是阿薩姆邦的一個種姓。控制該地將近1000年。他們被認為是高加索人種的第拿里人種分支。

## 卡里塔的起源
卡里塔最初來印度北部地區，十世纪後進入阿薩姆西部，他們曲女城印度人後裔，與其他北印度人一样身材高大白净。十五世纪阿豪姆王國時開始大量進入阿薩姆邦，並向印度東北部傳播印度教。
他們是刹帝利種姓，但最主要從事農業。